# Argema madagascariensis
Argema madagascariensis är en fjärilsart som beskrevs av Bartlett 1873. Argema madagascariensis ingår i släktet Argema och familjen påfågelsspinnare. Inga underarter finns listade i Catalogue of Life.